# Перельто
Перельто (также Перель-То) — пресноводное озеро в Каргасокском районе Томской области России, расположено среди Васюганских болот, в левобережье нижнего течения реки Васюган, севернее впадения реки Наушка в Васюган.

## Общие сведения
Имеет подковообразную форму со вдающимся полуостровом на севере. Высота над уровнем моря — 51,2 м. Площадь озера — 12,4 км². Длина составляет около 5,1 км, ширина в восточной части достигает 2,4 км.

## Описание
Впадает несколько небольших ручьёв, а также на востоке — протока из Маргенского озера. На северо-западе вытекает река Чебиткер, впадающая в Васюган. Острова отсутствуют. Береговая линия слабо изрезана, берега в значительной мере заболочены. Доступ к озеру сильно затруднён, возможен в сезон по зимнику. Населённые пункты на озере отсутствуют, ближайший — Большая Грива в 7 км к юг-юго-востоку.

## Орнитофауна
Перельто является местом гнездования многих видов птиц. На озере были замечены: чернозобая гагара, лебедь-кликун, кряква, чирок-трескунок и большой крохаль.